# Francisco Morazán
José Francisco Morazán Quezada ([fɾanˈsisko moɾaˈsan]; 3. října 1792 - 15. září 1842) byl středoamerický politik a voják, prezident Federativní republiky Střední Ameriky v letech 1830 až 1839. Předtím byl hlavou státu Honduras.  Proslavil se v bitvě u La Trinidadu 11. listopadu 1827. Morazán poté dominoval na politické a vojenské scéně Střední Ameriky až do své popravy v roce 1842.
Na politické scéně byl Francisco Morazán uznáván jako vizionář a myslitel, který se pokoušel přeměnit Střední Ameriku na jeden velký a pokrokový národ. V novém státě prosadil liberální reformy, zejména svobodu tisku, projevu a náboženského vyznání. Také omezil moc církve tím, že prosadil státem uzavírané manželství a zrušil podporu vlády při výběru desátků.
Tyto reformy mu vytvořily vlivné nepřátele a jeho období vlády bylo poznamenáno tvrdým bojem mezi liberály a konzervativci. Díky svým vojenským schopnostem však Morazán dokázal pevně držet moc až do roku 1837, kdy se federativní republika začala rozpadat. To využili konzervativní vůdci, kteří se spojili pod vedením Rafaela Carrery, a kvůli ochraně svých vlastních zájmů konflikt ukončili rozdělením Střední Ameriky na pět států.